# Dommartin-Dampierre
Dommartin-Dampierre település Franciaországban, Marne megyében. Lakosainak száma 75 fő (2022. január 1.). Dommartin-Dampierre Argers, Braux-Sainte-Cohière, Chaudefontaine, Élise-Daucourt, Valmy és Voilemont községekkel határos.

## Népesség
A település népességének változása:
| Lakosok száma | 83   | 83   | 95   | 72   | 69   | 74   | 69   | 68   | 68   | 75   |
|               | 1968 | 1982 | 1990 | 2006 | 2013 | 2015 | 2017 | 2019 | 2020 | 2022 |